# Pescarul de pe marea interioară
Pescarul de pe marea interioară (1994) (titlu original A Fisherman of the Inland Sea) este o culegere de povestiri scrisă de Ursula K. Le Guin. În 1995, cartea s-a aflat pe locul doi în topul voturilor premiului Locus la secțiunea "culegeri de povestiri".

## Cuprins
Povestirile din culegere sunt:
- Primul contact cu gorgonizii (The First Contact with the Gorgonids)
- Somnul lui Newton (Newton's Sleep)
- Ascensiunea pe fațada nordică (The Ascent of the North Face)
- Piatra care a schimbat lucrurile (The Rock That Changed Things)
- Kerastionul (The Kerastion)
- Povestea shobilor (The Shobies' Story)
- Dansând spre Ganam (Dancing to Ganam)
- O altă poveste SAU Pescarul de pe marea interioară (Another Story OR A Fisherman of the Inland Sea)